# Пічкур білоперий
Пічкур білоперий (Romanogobio albipinnatus) — вид прісноводних риб родини пічкурових (Gobionidae). Вид занесений до Бернської конвенції та інших природоохоронних документів.

## Опис
Тіло видовжене, веретеноподібне, довжина зазвичай до 15 см. Спинний та хвостовий плавці світлі та прозорі, без темних плям, на відміну від звичайного пічкура. Рило коротке, рот нижній. Вусики довгі. Спинний плавець має 7—8 променів, анальний — 6. Бічна лінія повна, нараховує 40—45 лусок. Хребців від 40 до 44. Забарвлення жовтувате, по боках тіла темні плями. Глоткові зуби дворядні.

## Поширення
Зустрічається в річках басейну Каспійського моря: Волга і Урал. Раніше до цього виду (як підвиди) відносили також пічкура-білопера дніпровського (Romanogobio belingi (Slastenenko, 1934)) з Дніпра, Дністра та Вісли, а також Пічкура-білопера Владикова (Romanogobio vladykovy (Fang, 1943)) з басейну Дунаю.

## Спосіб життя
Зустрічається тільки у річках. Надає перевагу ділянкам з чистою водою, помірною течією та піщаним або кам'янистим ґрунтом. Зграйна риба, тримається біля дна, зазвичай зі звичайним пічкурем. Влітку тримається на неглибоких ділянках, в холодну пору року переміщується на глибину, зимує у ямах. Живиться дрібними безхребетними, водоростями та ікрою інших видів риб. Тривалість життя 4—5 років.

## Розмноження
Статевої зрілості досягає на 2—3 рік життя. Нерест в кілька етапів протягом квітня — червня на неглибоких ділянках водойми. Ікра донна, відкладається на субстрат, може інкрустуватись частинками піску. Плодючість самиці становить 1—3 тисячі ікринок.

## Охорона
На більшій частині ареалу стан природних популяцій виду залишається більш-менш стабільним. Саме тому він, згідно Червоного списку МСОП, отримав охоронну категорію «відносно благополучний вид». Але в окремих регіонах спостерігається тенденція до зниження чисельності популяції виду. Тому пічкур білоперий занесений до Резолюції 6 Бернської конвенції, для яких Україна створює Смарагдову мережу, Додатку ІІІ цієї ж конвенції (охоронна категорія: види фауни, що підлягають охороні), а також до Директиви Європейського Союзу 92/43/ЄС «Про збереження природних оселищ та видів природної фауни і флори» (Додаток II. Види рослин і тварин, що становлять особливий інтерес для Європейського Союзу, збереження яких потребує створення територій особливої охорони).

## Практичне значення
Чисельність низька. Промислового значення не має.